# Conlopa bredoni
Conlopa bredoni är en insektsart som beskrevs av Evans 1971. Conlopa bredoni ingår i släktet Conlopa och familjen dvärgstritar. Inga underarter finns listade i Catalogue of Life.